# Eva Marton
Eva Marton (Budapest, 18 de junio de 1943) es una soprano dramática húngara. De voz amplia y caudalosa fue una de las más importantes sopranos de la última mitad del siglo XX especializándose en papeles de Wagner, Richard Strauss, Verdi y Puccini destacándose como Turandot.

## Repertorio y trayectoria básica
Debutó en 1968 en la Ópera Estatal de Hungría como Shemaka en Le Coq d'Or de Nikolái Rimski-Kórsakov, en 1972 el director Christoph von Dohnányi la invitó a cantar la condesa de Las bodas de Fígaro de Mozart en Fráncfort del Meno llevándola a una serie de importantes debuts: en Florencia como Mathilde de Guillermo Tell, en Viena como Tosca y Tatiana de Eugenio Oneguin, en la Ópera de San Francisco como Aída, en el Metropolitan Opera como Eva en Los maestros cantores de Núremberg, en La Scala como Leonora en Il trovatore, en Múnich como La Helena egipcia de Strauss y en Tokio y Salzburgo como Leonora de Fidelio.
En repertorio italiano, la soprano húngara sucedió a cantantes italianas de antaño con fuerte temperamento como Gina Cigna y Maria Caniglia en papeles veristas como Maddalena de Andrea Chénier, La Gioconda de Ponchielli, La Wally de Catalani y especialmente Puccini como Tosca y Turandot convirtiéndose en el mejor exponente del papel en la década de 1980 con puestas en escena en Viena (con José Carreras, 1983), Houston, la Arena de Verona, Buenos Aires (1994), San Francisco (del pintor David Hockney) y la espectacular producción de Franco Zeffirelli en el Metropolitan Opera dirigida por James Levine. 
Entre sus papeles wagnerianos se destacó además como Elisabeth y ocasionalmente Venus en Tannhäuser (Bayreuth 1977-78), las tres Brunildas de El anillo del nibelungo que cantó en Chicago y San Francisco además de grabarlo integralmente bajo la batuta de Bernard Haitink. Fue una importante straussiana como Salomé, Elektra y especialmente como la emperatriz y posteriormente la tintorera en Die Frau ohne Schatten que dejó filmadas en sus representaciones del Festival de Salzburgo dirigidas por Georg Solti.
En su madurez se dedicó preferentemente a roles de mezzosoprano como Kundry en Parsifal, Ortrud en Lohengrin y Kostelnička de Jenůfa de Leoš Janáček.
Otros papeles incluyeron Odabella, Judith, Violanta, Marta (Tiefland), Minnie, Fedora, Semirama y Fata Morgana en Merlin de Albéniz.
Se retiró en 2008 como Klytamnestra de Elektra de Strauss en el Liceo de Barcelona, donde fue una de las sopranos favoritas de la audiencia barcelonesa.

## Discografía de referencia
- Albeniz: Merlin / De Eusebio
- Bartok: Bluebeard's Castle / Fischer
- Catalani: La Wally / Steinberg
- D'albert: Tiefland / Janowski
- Giordano: Andrea Chénier / Bartoletti
- Giordano: Andrea Chénier / Patané
- Giordano: Fedora / Patané
- Janácek: Jenufa (Kostelnicka) / Schneider (DVD)
- Korngold: Violanta / Janowski
- Liszt: Die Legende Von Der Heiligen Elisabeth / Joó
- Mahler, Sinfonía 2, Maazel
- Puccini: Tosca / Tilson Thomas
- Puccini: Tosca / Erede (DVD)
- Puccini: La Fanciulla Del West / Slatkin
- Puccini: Turandot / Levine (DVD)
- Puccini: Turandot / Maazel (DVD)
- Puccini: Turandot / Runnicles (DVD)
- Puccini: Turandot / R.Abbado
- Respighi: Semirama / Gardelli
- Rossini: Guglielmo Tell / Muti
- Schoenberg: Gurre-lieder / Mehta
- Strauss: Die Frau Ohne Schatten (Tintorera) / Solti (DVD)
- Strauss: Elektra / Wolfgang Sawallisch
- Strauss: Elektra / Claudio Abbado (DVD)
- Strauss: Salome / Mehta
- Strauss, Cuatro últimas canciones, A.Davis
- Verdi: Il Trovatore / Levine (DVD)
- Wagner: Der Ring Des Nibelungen / Haitink
- Wagner: Lohengrin (Ortrud) / Davis
- Wagner: Lohengrin (Elsa) / Levine (DVD)
- Wagner: Tannhäuser / Levine (DVD)
- Wagner Arias / Joó
- Gala Centenaria del Metropolitan Opera (In questa reggia de Turandot)/Levine (DVD)